# 黑光鰓魚
黑光鰓魚（學名：Chromis crusma），又稱黑光鰓雀鯛，是輻鰭魚綱鱸形目雀鯛科光鰓魚屬的其中一種，分布於東南太平洋，從祕魯的卡玻布蘭科南至智利的塔爾卡瓦諾海域，體長可達14公分，棲息在礁石區，以浮游生物為食，繁殖期時成對出現，雄魚會守護卵直到孵化，生活習性不明。